# Orde de Reconeixement Civil a les Víctimes del Terrorisme
La Reial Orde de Reconeixement Civil a les Víctimes del Terrorisme és una condecoració d'Espanya creada amb la intenció d'honrar a morts, ferits o segrestats en actes terroristes a Espanya i està articulada per l'article 4 de la llei 32/1999, de 8 d'octubre, de Solidaritat amb les Víctimes del Terrorisme i el seu Reglament aprovat pel Reial decret 1974/1999, de 23 de desembre.

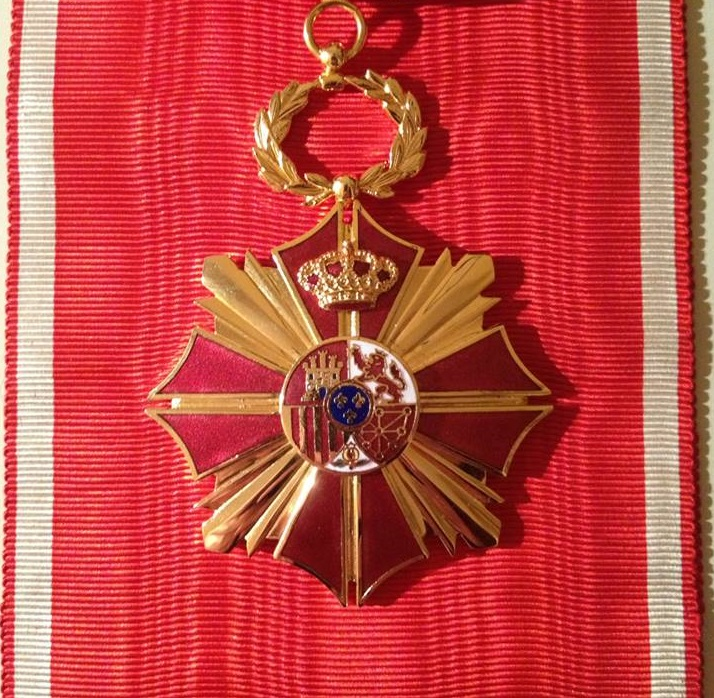
Venera de l'Orde

La Cancelleria de la Reial Orde està radicada en la Subsecretaria del Ministeri de la Presidència. El Gran Canceller de la Reial Orde serà el Ministre de la Presidència i el Canceller de la mateixa el Subsecretari del Ministeri de la Presidència.
Se n'establiren dos graus:
- Gran Creu: concedida, a títol pòstum, als morts en actes terroristes. Es concedeix per Reial decret aprovat pel Consell de Ministres i atorga el tractament d'excel·lència.
- Encomana: ferits i segrestats en actes terroristes. Es concedeix per ordre ministerial del Ministre de la Presidència i atorga el tractament d'il·lustríssim senyor o il·lustríssima senyora.